# The World Almanac and Book of Facts
The World Almanac and Book of Facts ((ang.) Almanach świata i książka faktów) jest popularną wielonakładową, jednotomową amerykańską publikacją informacyjną. Jest przysłowiową kopalnią wiedzy informującą o zmianach zachodzących w poszczególnych państwach świata, najbardziej spektakularnych wydarzeniach oraz wyczynach sportowych. Znaczną część poświęcono sprawom mogącym zainteresować czytelnika północnoamerykańskiego. Dla wielu pełni rolę najbardziej esencjonalnej współczesnej encyklopedii. Jej nabywcami są biblioteki, szkoły, przedsiębiorstwa i czytelnicy indywidualni w Stanach Zjednoczonych, a w bardziej ograniczonym stopniu w innych częściach świata. Łącznie sprzedano ponad 80 mln egzemplarzy.
Almanach jest publikowany od 1886. Od 2009 wydawcą The World Almanac było wydawnictwo Infobase Publishing w Nowym Jorku, od 2020 jest SkyHorse Publishing, również w Nowym Jorku. Wydanie z 2018 było 150 edycją jubileuszową.
Od 1995 wydawana jest też wersja publikacji dla dzieci pt The World Almanac For Kids (Almanach świata dla dzieci).

## Publikacje alternatywne
- The New York Times Almanac
- Time Almanac
- Whitaker’s Almanack
- The CIA World Factbook
- Der Fischer Weltalmanach
- The Europa World Year Book